# 公共工事の入札及び契約の適正化の促進に関する法律
公共工事の入札及び契約の適正化の促進に関する法律（こうきょうこうじのにゅうさつおよびけいやくのてきせいかのそくしんにかんするほうりつ。平成12年11月27日法律第127号）は、公共工事の適正化に関する日本の法律である。略称は入札契約適正化法。
公共工事の入札および契約について、その適正化の基本となるべき事項を定めるとともに、情報の公表、不正行為等に対する措置および施工体制の適正化の措置を講じ、併せて適正化指針の策定等の制度を整備すること等により、公共工事に対する国民の信頼の確保とこれを請け負う建設業の健全な発達を図ることを目的としている。

## 構成
- 第一章　総則（第一条―第三条）
- 第二章　情報の公表（第四条―第九条）
- 第三章　不正行為等に対する措置（第十条・第十一条）
- 第四章　適正な金額での契約の締結等のための措置（第十二条・第十三条）
- 第五章　施工体制の適正化（第十四条―第十六条）
- 第六章　適正化指針（第十七条―第二十条）
- 第七章　国による情報の収集、整理及び提供等（第二十一条・第二十二条）